# Oreodera sexplagiata
Oreodera sexplagiata là một loài bọ cánh cứng trong họ Cerambycidae.